# Home Nations Championship 1933
L'Home Nations Championship 1933 (in gallese Pencampwriaeth Rygbi'r Pedair Gwlad 1933) fu la 29ª edizione del torneo annuale di rugby a 15 tra le squadre nazionali di Galles, Inghilterra, Irlanda e Scozia, nonché la 46ª in assoluto considerando anche le edizioni del Cinque Nazioni.
Campagna vittoriosa della Scozia che, battendo le sue tre rivali, vinse il torneo con Slam, Triple Crown e anche la sua ventunesima Calcutta Cup conquistata a Murrayfield battendo 3-0 l'Inghilterra.
Il valore delle marcature, come stabilito dall’IRFB nel 1905, era: 3 punti per ciascuna meta (5 se trasformata), 3 punti per la realizzazione di ciascun calcio piazzato o mark, 4 punti per la realizzazione di ciascun drop.

## Nazionali partecipanti e sedi
| Squadra     | Città           | Impianto interno         |
| ----------- | --------------- | ------------------------ |
| Galles      | Swansea         | St. Helen's              |
| Inghilterra | Londra          | Twickenham               |
| Irlanda     | Belfast Dublino | Ravenhill Lansdowne Road |
| Scozia      | Edimburgo       | Murrayfield              |

## Risultati e classifica
| Arbitro: | Tom Bell |

|        |      |         |
| Elliot | mt   | R. Boon |
|        | drop | R. Boon |

| Arbitro: | J.G. Bott |

|        |      |                  |
| Arthur | mt   | I. Smith Jackson |
|        | tr   | Fyfe             |
|        | c.p. | Fyfe             |

| Arbitro: | Malcolm Allan |

|                               |      |        |
| Novis (2) Booth Gadney Sadler | mt   | Hunt   |
| Kendrew                       | tr   |        |
|                               | c.p. | Murray |

| Arbitro: | Malcolm Allan |

|         |      |            |
| Barnes  | mt   | Bowcott    |
|         | tr   | V. Jenkins |
| Siggins | c.p. |            |
| Davy    | drop |            |

| Arbitro: | Jim Wheeler |

|      |    |  |
| Fyfe | mt |  |

| Arbitro: | Barry Cumberlege |

|              |      |              |
| Crowe Murray | mt   |              |
|              | drop | Jackson Lind |

## Classifica
| Pos | Squadra     | G | V | N | P | PF | PS | DP  | Pt |
| --- | ----------- | - | - | - | - | -- | -- | --- | -- |
| 1   | Scozia      | 3 | 3 | 0 | 0 | 22 | 9  | +13 | 6  |
| 2   | Inghilterra | 3 | 1 | 0 | 2 | 20 | 16 | +4  | 2  |
| 3   | Irlanda     | 3 | 1 | 0 | 2 | 22 | 30 | −8  | 2  |
| 4   | Galles      | 3 | 1 | 0 | 2 | 15 | 24 | −9  | 2  |